# Carlo Rota
Carlo Rota, född 17 april 1961 i London, är en brittisk-kanadensisk skådespelare.
Rota har bland annat medverkat i TV-serierna 24 (2006-2009) och High Desert från 2023. Han har även medverkat i filmerna Saw V från 2008 och Trigger Point från 2021.

## Filmografi (i urval)
- 2006-2009: 24
- 2008:  Saw V
- 2021: Trigger Point
- 2023: High Desert